# Икинджи Нюгеди
Икинджи Нюгеди (азерб. İkinci Nügədi) — село в Губинском районе Азербайджана, в 10 км к юго-востоку от города Губа. Самое крупное по численности село в Губинском районе.

## История
Топонимика названия имеет татское происхождение и означает — новое село. Изначально село составляло единое целое. В последующем село Нюгеди было разделено на две части, Биринджи (Первое) Нюгеди и Икинджи (Второе) Нюгеди, оба села разделяет река Карачай. 
В Кавказском календаре 1915 года, село именовалось Нюгеды и имело 5228 тыс. населения, обозначенного как «татарское» (азербайджанское).
В селе проходили съёмки фильма «Бумажная могила», посвящённому Ходжалинскому геноциду.

## Население
Согласно результатам Азербайджанской сельскохозяйственной переписи 1921 года Нюгеды (большой и малый) Кубинского уезда Азербайджанской ССР населяли 5699 человек, преобладающая национальность — азербайджанские тюрки (азербайджанцы), а само население состояло из 3098 мужчин и 2601 женщин. В материалах издания «Административное деление АССР», подготовленного в 1933 году, по состоянию на 1 января 1933 года в Нюгеди II Кубинского района Азербайджанской ССР имелось 861 хозяйство (114 обобщённых и 747 единичных). Численность населения составляла 3902 человек, из них 2062 являлись мужчинами и 1840 женщинами. Национальный состав на 96,4 % состоял из тюрок (азербайджанцев).
По сведениям конца 1970-х годов в Икинджи Нюгеди проживало 5805 жителей. Основным занятием жителей являлось садоводство. В селе имелись одна восьмилетняя и две средние школы, дом культуры, библиотека, больница, детский сад, АТС. По переписи 1979 года население села составляло 5757 человек. 99,7% из них являлись азербайджанцами.

### Известные уроженцы
Уроженцами села являются: Зумруд Мамедова — азербайджанская ханенде, народная артистка Азербайджана, доцент Азербайджанского государственного университета культуры и искусства (АГУКИ); Меджнун Гаджибеков — азербайджанский актёр, заслуженный артист Азербайджана; Джалил Хейруллаев — сержант сил специального назначения азербайджанской армии, участник Второй Карабахской войны; Эйнулла Латифов — военнослужащий азербайджанской армии, участник Второй Карабахской войны.